# Cordon d'argent
 (février 2024).
La mise en forme du texte ne suit pas les recommandations de Wikipédia : il faut le « wikifier ».
Les points d'amélioration suivants sont les cas les plus fréquents. Le détail des points à revoir est peut-être précisé sur la page de discussion.
- Les titres sont pré-formatés par le logiciel. Ils ne sont ni en capitales, ni en gras.
- Le texte ne doit pas être écrit en capitales (les noms de famille non plus), ni en gras, ni en italique, ni en « petit »…
- Le gras n'est utilisé que pour surligner le titre de l'article dans l'introduction, une seule fois.
- L'italique est rarement utilisé : mots en langue étrangère, titres d'œuvres, noms de bateaux, etc.
- Les citations ne sont pas en italique mais en corps de texte normal. Elles sont entourées par des guillemets français : « et ».
- Les listes à puces sont à éviter, des paragraphes rédigés étant largement préférés. Les tableaux sont à réserver à la présentation de données structurées (résultats, etc.).
- Les appels de note de bas de page (petits chiffres en exposant, introduits par l'outil «  Source ») sont à placer entre la fin de phrase et le point final[comme ça].
- Les liens internes (vers d'autres articles de Wikipédia) sont à choisir avec parcimonie. Créez des liens vers des articles approfondissant le sujet. Les termes génériques sans rapport avec le sujet sont à éviter, ainsi que les répétitions de liens vers un même terme.
- Les liens externes sont à placer uniquement dans une section « Liens externes », à la fin de l'article. Ces liens sont à choisir avec parcimonie suivant les règles définies. Si un lien sert de source à l'article, son insertion dans le texte est à faire par les notes de bas de page.
- La présentation des références doit suivre les conventions bibliographiques. Il est recommandé d'utiliser les modèles {{Ouvrage}}, {{Chapitre}}, {{Article}}, {{Lien web}} et/ou {{Bibliographie}}. Le mode d'édition visuel peut mettre en forme automatiquement les références.
- Insérer une infobox (cadre d'informations à droite) n'est pas obligatoire pour parachever la mise en page.

Pour une aide détaillée, merci de consulter Aide:Wikification.
Si vous pensez que ces points ont été résolus, vous pouvez retirer ce bandeau et améliorer la mise en forme d'un autre article.
 (février 2020).
Si vous disposez d'ouvrages ou d'articles de référence ou si vous connaissez des sites web de qualité traitant du thème abordé ici, merci de compléter l'article en donnant les références utiles à sa vérifiabilité et en les liant à la section « Notes et références ».
Le cordon d'argent, aussi appelé corde astrale ou corde d'argent, est, selon les occultistes, un lien subtil qui rattacherait le corps physique à un corps invisible (appelé « corps éthérique » ou parfois « corps astral »), semblablement au cordon ombilical rattachant le fœtus au placenta. Le cordon en lui-même serait invisible, sauf à des médiums ou des voyants. Ce serait, selon ces derniers, en raison de sa nature luminescente, voire fluorescente électrique, qu'on lui attribuerait une couleur argentée.
Cette notion n'est actuellement pas reconnue par les sciences rationnelles, et semble donc plutôt relié au vécu subjectif, néanmoins cohérent et concordant, de différentes personnes
Celui ci est également cité dans Ecclésiaste chapitre 12 verset 5-6(bible) en parlant de la mort physique.
Ecclésiaste 12:5-6
5 C’est le temps où l’on craint la moindre pente,
et où l’on a peur en chemin :
où l’amandier fleurit,
et où la sauterelle devient lourde,
où la câpre n’a plus de goût.
Et ainsi s’en va l’homme |vers la demeure qui l’attend, |dans les ténèbres[a]
et, déjà, les pleureuses |s’assemblent dans les rues.
6 Oui, tiens compte de Lui |avant que se rompe |le fil d’argent,
que se brise |la coupe d’or,
que la jarre à la fontaine se casse,
que la poulie se brise |et tombe dans le puits,
7 que la poussière |retourne à la terre |comme elle était auparavant,
et que l’esprit retourne |à Dieu qui l’a donné.

## Caractérisation
Francesco de Biasi en dit ceci :
« Ce que nous appelons une corde d'argent... est un véritable cordon ombilical d'une couleur lumineuse très proche de celle de l'éthérique qui relie le corps physique au corps psychique... Elle est généralement d'une couleur argent lumineuse et ressemble parfois à une sorte de tornade d'énergie d'un diamètre sensiblement identique sur toute sa longueur... La corde d'argent est extensible à l'infini et empêche que nous soyons coupé de notre enveloppe corporelle. Il faut bien se souvenir que ce cordon ne se tranche qu'au moment de la mort. Cela ne peut donc vous arriver lors d'une sortie volontaire ou non en astral « le voyage astral ». »
Le cordon d'argent lierait les deux parties du corps matériel : le corps physique (ou « corps grossier ») et le corps éthérique (ou « double vital »), et non pas le corps astral avec le corps physique. C'est du moins l'affirmation de Omraam Mikhaël Aïvanhov : 
« C’est donc grâce au corps éthérique que le corps physique possède la vie et la sensibilité. Il est lié à lui par ce que l’on appelle la corde d’argent. Cette corde a quatre ramifications : la première est liée à un point du cerveau, la deuxième est liée au cœur, la troisième au plexus solaire, et la quatrième au foie. »
En 1891, Stanislas de Guaita signale que lors d'une sortie en corps astral, ce dernier reste relié au corps physique par une chaîne sympathique d'une exquise ténuité qui est le seul lien qui rattache encore l'âme humaine à son corps, dont le corps astral est la partie la moins épurée. En resserrant soudain la chaîne, le corps fluidique peut réintégrer le corps matériel ; mais si la chaîne venait à se rompre, la mort serait instantanée, foudroyante comme à la suite d'une rupture d'anévrisme[pourquoi ?].
Selon Max Heindel, dans sa Cosmogonie des Rose-Croix en 1908, la corde d'argent serait triplement constituée, une partie serait faite d'éther et relierait le corps physique depuis le ventricule gauche du cœur au corps vital au niveau du plexus solaire, une seconde partie serait faite de substance astrale[Quoi ?] et relierait le corps vital depuis le plexus solaire au corps astral au niveau du foie, tandis que la troisième composante serait faite de substance mentale[Quoi ?] et relierait le corps astral depuis le foie au corps mental au niveau du sinus frontal. La rupture de la corde d'argent arrêterait le cœur. En cas de rappel à la vie, cela serait le signe que la corde d'argent n'était pas rompue. En outre, les trois parties de la corde d'argent seraient renouvelées à chaque incarnation.

## Circonstances d'apparition
En quelles circonstances, pourrait-on voir ce fameux « cordon d'argent » — si c'est possible et s'il est réel ? Plusieurs sont rapportées :
1. l'expérience de mort imminente
2. le voyage astral ou Out-of-Body-Experience (O.B.E.) : William Buhlman (1996)
3. certains exercices de visualisation ou de méditation.

Les autres attestations sont les textes religieux ou ésotériques, et l'iconographie, assez rare (on peut mentionner Sylvan Muldoon)[source insuffisante].

### Approche statistique
John Poynton (1975), professeur de biologie à l’Université de Natal (Afrique du Sud), obtint, en réponse à un questionnaire paru dans la presse locale, 122 rapports analysables. 74,5 % des sujets vécurent une fois une O.B.E.. Seulement 4 d’entre eux furent aperçus par des tiers, et 9 % virent la corde les reliant à leur corps. 24,5 % des sujets « eurent des sensations très claires d’entrée et de sortie du corps physique, et 50 % firent cette expérience dans un état normal (veille, relaxation, bon état de santé) ».

## Témoignages et anecdotes

### En Orient
Alexandra David-Néel, dans Mystiques et Magiciens du Tibet a évoqué le cas d’une femme d’un village du Tsawarong (Tibet) qui était restée inanimée une semaine entière. Pendant tout ce temps « elle s’était trouvée agréablement étonnée par la légèreté et l’agilité de son nouveau corps qui se mouvait avec une rapidité extraordinaire » : 
« Il lui suffisait de vouloir se transporter dans un endroit pour y être immédiatement rendue, elle pouvait traverser les rivières en marchant sur l’eau, passer à travers les murailles, etc. Une seule chose lui était impossible, c’était de trancher un cordon de matière presque impalpable qui la rattachait à son ancien corps qu’elle voyait parfaitement étendu sur sa couche. Ce cordon s’allongeait indéfiniment, mais gênait sa locomotion. Elle ‘‘s’y empêtrait’’, disait-elle. Un homme délog, que mon fils adoptif a vu dans sa jeunesse, décrivait son état de façon identique. »

### Dans la parapsychologie occidentale
Le docteur A. S. Wiltse, du Kansas, relate en novembre 1889 l'expérience du cordon d'argent en ces termes : 
« Je me vis séparé du corps... Je m'aperçus alors qu'un fil ténu, pareil à un filament de toile d'araignée, partant de mon occiput, s'en allait me rattacher à mon corps, au bas du cou. ».
Publié par la Société théosophique en 1925 et 1926, Yram (Marcel Louis Forhan) mentionne le « cordon astral » qui relie le double au corps physique et l'alimente en énergie vitale. 
« ...dédoublé, je parcourais l'espace au-dessus d'un superbe paysage donnant l'impression d'être ensoleillé. J'en distinguais nettement les moindres détails. J'arrivais près de la mer dont je voyais les flots battre la terre ferme, et je m'asseyais un instant sur des marches en ciment, près desquelles jouaient des enfants. Avec délices, je respirais l'air salin, pendant qu'un vent frais me fouettait le visage. Les sensations très matérielles de cet état se compliquaient d'autres vibrations transmises par le 'cordon astral'. Pendant ce dégagement, l'on marchait dans la chambre et chaque oscillation du plancher me parvenait comme une secousse qui, à chaque fois, m'attirait un peu plus vers mon corps physique. J'étais parfaitement conscient de ces deux états simultanés et, tout en en goûtant le charme de ce dédoublement, ma volonté luttait vigoureusement contre l'attraction de ces milliers de liens invisibles. Enfin, je ne fus pas le plus fort et je dus réintégrer mon domicile. » 
Le cordon d'argent a été également observé à plusieurs reprises par Sylvan Muldoon (en) (1903-1969). Ce dernier a décrit, en 1929, son élasticité et son interaction dans les mouvements « automatisés » du double décorporé.
Le parapsychologue Ernesto Bozzano a recueilli en 1934 de nombreux témoignages de personnes ayant vécu des décorporations. Parmi les témoins, certains ont dit apercevoir « un filament fin et lumineux » qui les reliait à leur corps physique. Voici un témoignage :
« Mon premier souvenir fut de m'être vu en 'esprit' près de mon corps que j'aperçus assis devant la table, la plume entre les doigts et la main sur le buvard. Observant tout avec une immense stupeur, je remarquai que mon corps était uni à l'esprit par un filament fin et lumineux. » .
Robert Crookall (1890-1981) dans son Casebook of Astral Projection (1972, p. 545) propose cette comparaison :
« Lorsque le corps astral s’est élevé au-dessus du corps physique, les personnes ayant expérimenté une « sortie extra-corporelle » n’ont pas vu le cordon, à moins (et avant) qu’elles aient regardé vers le bas. Nous avons comparé ce fil d’extension à ce qu’un enfant fait avec sa « gomme-baloune » – celle-ci en s’étendant s’amincit au point de se briser en deux. Les « deux » dans le cas du cordon d’argent sont la partie qui, lors du décès, quitte avec le corps astral, alors que ce qui en reste est détruit avec le corps physique. »
William Buhlman dit avoir vu le « cordon d'argent » lors de ses nombreux dédoublements, décrits en 1996 : 
« Selon mes observations, ce n'est pas réellement une corde mais une substance fibreuse filiforme ressemblant au fil d'une toile d'araignée. La corde d'argent semble servir de lien entre le corps physique et le premier corps d'énergie intérieur corps éthérique que possèdent toutes les formes de vie. ».

### Expériences
- Yram, Le Médecin de l'âme. Observations expérimentales de douze années de dédoublement conscient dans les mondes invisibles (1925), Éditions Adyar.
- Sylvan Muldoon et Hereward Carrington, La projection du corps astral (1929), trad. (1929).
- William Buhlman, Voyage au-delà du corps (1996), trad., Ada, 2006.

### Études scientifiques
- Robert Crookall, Out-of-the-body experiences, New York, University Books Inc., 1970, pp 59-67, 144-168.